# Ternifine 3

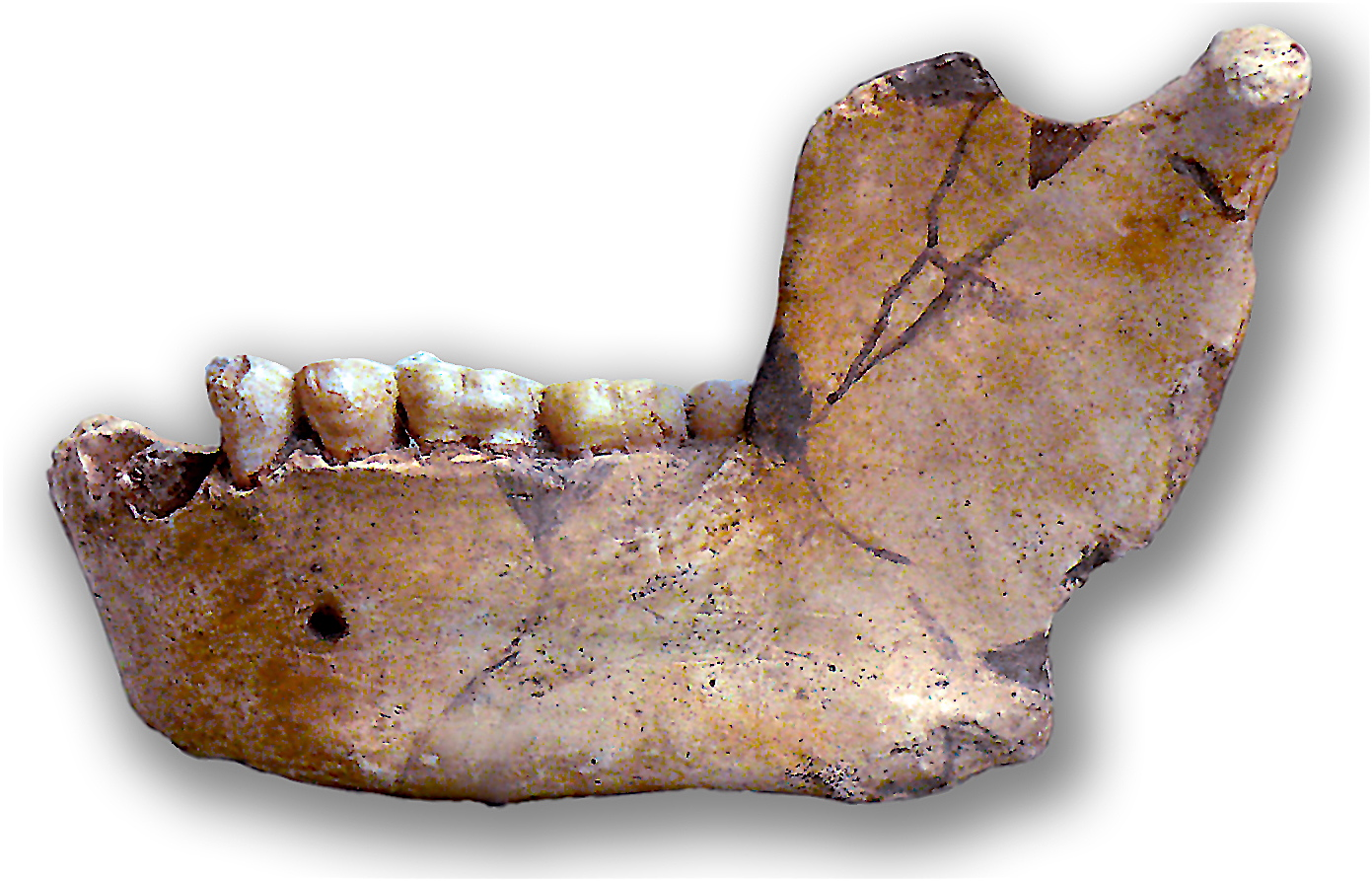
Ternifine 3

Ternifine 3 è il fossile di una mandibola di un ominide della specie Homo erectus scoperto a Ternifine in Algeria nel 1969 da Camille Arambourg.

## Descrizione
Il fossile viene fatto risalire a circa 700.000 anni fa.
La mandibola è quasi completa, manca solo una piccola parte del corpo destro, e presenta una leggera deformazione di uno dei due rami mandibolari.